# Шаменов (село)
Шаменов (каз. Шәменов, до 1997 г. — Айнаколь) — село в Жалагашском районе Кызылординской области Казахстана. Административный центр и единственный населённый пункт сельского округа Шаменова. Код КАТО — 433655100.

## Топоним
Название Шаменов, вариант М. Шаменов дано в память о знатном земляке, участнику Великой Отечественной войны Мурали Шаменове (15 марта 1916 года — 11 сентября 1974 года). 
Прежнее название (до 1997 г.) — Айнаколь.

## География
Находится примерно в 16 км к западу от районного центра, посёлка Жалагаш.

## История
Решением Акима Кызылординской области и Кызылординского областного маслихата от 27 декабря 1997 года № 635 а «Об изменении названия и транскрипции отдельных сельских округов, посёлков и аулов области» по Жалагашскому району: Амангельдинский сельский округ переименовать в сельский округ имени М.Шаменова, а также ауыл «Айнаколь» в ауыл «М.Шаменов».

## Население
В 1999 году население села составляло 1336 человек (676 мужчин и 660 женщин). По данным переписи 2009 года, в селе проживали 1193 человека (629 мужчин и 564 женщины).

## Инфраструктура
Личное подсобное хозяйство с зоной сельскохозяйственного использования, индивидуальная застройка усадебного типа.
Основа экономики — сельское хозяйство.
Средняя школа № 34 им. Бердаулетова